# Грб Хамбурга
Грб Хамбурга је званични грб немачког града и покрајине Хамбург. Грб се појављује почетком XIII века, а у овом изгледу усвојен је 1814. године.

## Опис грба
Грб немачке државе и града Хамбурга је нека врста националног грба. Грб и застава су регулисани Уставом и законима покрајине Хамбург. Боје Хамбурга су црвена и бела. Једна од најстаријих верзија дворца налази се на печату из 1245. године.
Свеки од старих грбова Хамбурга показује дворац са три куле. Средња кула садржи крст на врху. Верује се да тзв. Маријанине звезде на врху две бочне куле и крст треба да подсјећају на чињеницу да је Хамбург био седиште надбискупије. Куле и зидови са својим бедемима и затворена капија симболизују одлучност града да се брани.